# Тяньюань (Чжучжоу)
Тяньюа́нь (кит. упр. 天元, пиньинь Tiānyuán) — район городского подчинения городского округа Чжучжоу провинции Хунань (КНР).

## История
На момент провозглашения КНР эти места входили в состав уезда Сянтань. В 1949 году был образован Специальный район Чанша (长沙专区), состоящий из 8 уездов, власти которого разместились в уезде Сянтань. В 1950 году в составе уезда Сянтань был образован посёлок Чжучжоу, а в 1951 году он был выделен из уезда Сянтань в отдельный город Чжучжоу (株洲市), подчинённый властям Специального района Чанша. В 1952 году Специальный район Чанша был переименован в Специальный район Сянтань (湘潭专区). В 1953 году Чжучжоу был выведен из состава Специального района Сянтань, став городом провинциального подчинения.
В 1965 году из города Чжучжоу был выделен уезд Чжучжоу (株洲县), подчинённый городским властям. В 1966 году был создан Пригородный район Чжучжоу.
Постановлением Госсовета КНР от 8 февраля 1983 года был расформирован округ Сянтань, а ранее входившие в его состав уезды Лилин, Юсянь, Чалин и Линсянь были объединены с административными единицами города Чжучжоу в городской округ Чжучжоу.
В 1992 году на территории Пригородного района была создана Зона промышленного развития высоких и новых технологий.
Постановлением Госсовета КНР от 31 мая 1997 года было упразднено старое деление Чжучжоу на районы, и из части земель уезда Чжучжоу был создан район Тяньюань.
В 2000 году Зона промышленного развития высоких и новых технологий была присоединена к району Тяньюань.

## Административное деление
Район делится на 3 уличных комитета и 3 посёлка.